# Cerchiara di Calabria
Cerchiara di Calabria és un municipi italià, dins de la província de Cosenza, que limita amb els municipis d'Alessandria del Carretto, Cassano all'Ionio, Castrovillari, Civita, Francavilla Marittima, Plataci, San Lorenzo Bellizzi i Villapiana a la mateixa província, i Terranova di Pollino a la de Potenza.

## Evolució demogràfica
| Població censada al municipi de Cerchiara di Calabria | Població censada al municipi de Cerchiara di Calabria | Població censada al municipi de Cerchiara di Calabria |
| ----------------------------------------------------- | ----------------------------------------------------- | ----------------------------------------------------- |
|                                                       |                                                       |                                                       |
| Notes:                                                | Elaboració gràfica per part de la Viquipèdia          |                                                       |
|                                                       | Font: ISTAT (Institut Nacional d'Estadística)         |                                                       |